# Concile d'Iași

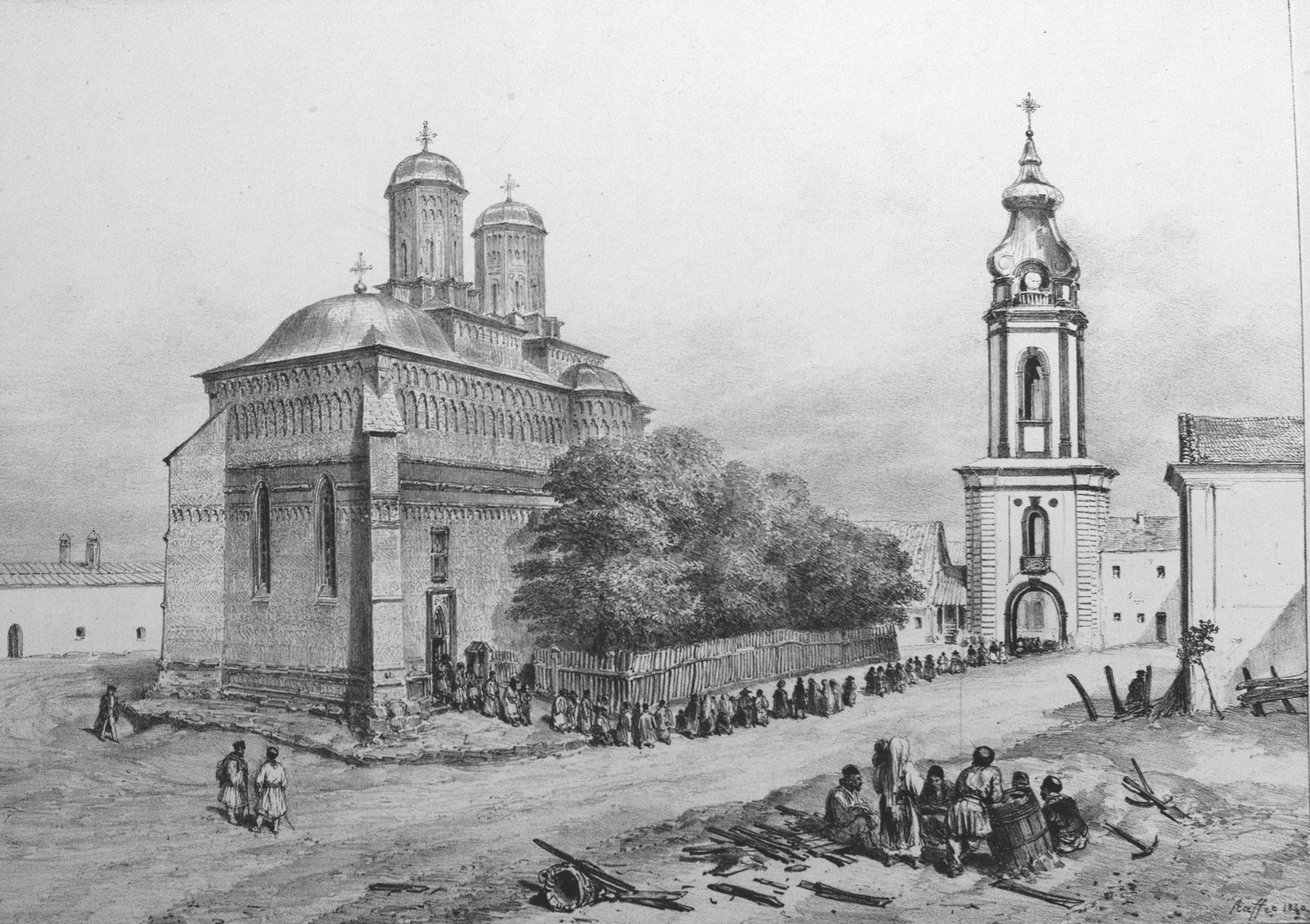
Iași : Monastère des Trois Saints Hiérarques en 1837

Le Concile d'Iași s'est tenu entre le 15 septembre et le 27 octobre 1642. Doctrinalement, bien que localisé, il est le plus important pour l'Orthodoxie. Le concile a été convoqué par le patriarche œcuménique Parthénios Ier de Constantinople avec la logistique du prince moldave au pouvoir Basile le Loup.
Le Concile d'Iași a une dimension géopolitique, à la fois pour l'Église orthodoxe dans son ensemble et pour ses relations avec la papauté, le luthéranisme, et surtout avec le calvinisme en tant que confessions chrétiennes. Officiellement, le but du concile est de s'opposer à certaines "erreurs doctrinales" catholiques et protestantes qui pourraient conduire à une percée dans la théologie chrétienne orthodoxe, ainsi que de faire une déclaration panorthodoxe complète sur le contenu et la nature de la foi chrétienne.
Le Concile d'Iași a condamné le calvinisme et en particulier les actions de Cyrille Loukaris et des Églises unies en général après l'Union de Brest et le projet d'Union d'Oujhorod.
Au Concile de Jérusalem (1672), il a confirmé les décisions du Concile d'Iași sur le Tombeau vide, qui ont finalement façonné le concept et la doctrine théologiques orthodoxes de l'époque des Lumières à nos jours.